# Gumböle gård
Gumböle gård (finska: Gumbölen kartano) är en finländsk herrgård i stadsdelen Gumböle i Esbo, ägd av Esbo stad. Dess övervåning används idag som tjänstebostad för Esbos stadsdirektör, medan undervåningen fungerar som representationslokaler. Den nuvarande huvudbyggnaden härstammar från 1840-talet, men herrgårdsområdet har anor från 1500-talet. Gården omfattar även en formträdgård, vars nuvarande utseende är utformat av J. W. Skogström och daterar sig till år 1914.

## Historia
Gumböle gård uppstod genom att Storgårds rusthåll slogs samman med två andra gårdar på 1600-talet. Ägarlängden, som omfattar 26 namn, kan spåras tillbaka till 1540-talet. Den långvarigaste ägarfamiljen var Brenner, som ägde och utvecklade gården i nästan ett sekel, mellan åren 1625 och 1713. Gumböle gård övergick i Esbo stads ägo år 1969. På herrgårdens övervåning finns tjänstebostaden där Esbos stadsdirektörer har bott, inklusive Teppo Tiihonen, Pekka Löyttyniemi, Marketta Kokkonen och, sedan februari 2012, Jukka Mäkelä.

### Byggnader
Till herrgårdshelheten i Gumböle hör förutom huvudbyggnaden och ekonomibyggnaderna även den gamla kvarnplatsen, det historiska vägnätet och stenbron. Den nuvarande huvudbyggnaden i Gumböle blev färdig på 1840-talet. I samband med de ändringar av inomhusutrymmena som genomfördes 1922 fick verandan sitt nuvarande klassiska utseende. Många ekonomibyggnader har bevarats på Gumböle herrgårdsområde. Den viktigaste av dem är det stora stallet som färdigställdes i början av 1900-talet och kvarn-trösk-såg-byggnaden i tre våningar från 1920-talet. 

## Ägarna
Lista över Gumböle gårds ägare:
- 1540-1554: Jakob Jönsson
- 1556-1567: Lars Hindersson (Jakobsson)
- 1569-1589: Jakob Larsson
- 1604–1614: Sigfrid Jänsson
- 1614–1624: öde
- 1625–1647: Petrus Martini Brenner, kaplan
- ????–1662: Anna Bentsdotter Brenner (född Hammarstierna)
- 1663–1694: Henrik Brenner, kronofogde
- 1695–1697: Nils Brenner
- 1698–1713: Henrik Gabrielsson Pernovius, bokförare
- 1724–1746: Henrik Pernstedt, kronofogde
- 1747–1773: Elias Cajander, prost
- 1771–1791: Karl Ullner, lagman
- 1792–1811: Petter Kristian Silfverskiöld, krigsråd
- 1812–1840: Johan Helenius, soldatskrivare
- 1840–1841: Helenius arvingar
- 1842–1850: Karl Alexander Napoleon Adlercreutz, hovrättsauskultant
- 1850–1863: Adlercreutz arvingar
- 1869–1869: Elis Henrik Adlercreutz, major
- 1869–1889: Victor Vilhelm Öhman
- 1889–1895: Gustav Leonard Kräki
- 1895–1916: Osvald Wasastjerna, häradshövdinge
- 1916–1962: Bror Gunnar Ehrnrooth, agronom, och Margareta Ehrnrooth (född Brusiin)
- 1952–1954: Ehrnroots arvingar
- 1954–1962: Johan Hugo Ehrnrooth, agrolog, och Birgitta Ehrnrooth (född Ramstén)
- 1962–1969: Bostads Ab Gumböle
- 1969→ Esbo köping/stad